# 是永英治
是永英治（これなが えいじ、1964年3月22日 - ）は、日本の実業家、著作家。東京都出身。株式会社コンフィデンス代表取締役社長。一般社団法人日本セールスソリューションパートナー協会会長。

## 概要
実業家としては、営業代行の業界で評価がある。著作家としては、営業職に関する著作がある。紙媒体も出版しているが、主な媒体は電子書籍。

## 経歴
大学中退。株式会社リクルート人材センター（現・株式会社リクルートキャリア）、株式会社テンポラリーエルダー（現・ランスタッド株式会社）などで勤め、1994年にマンパワージャパン株式会社（現・マンパワーグループ株式会社）テクニカルサービス事業部長となる。その後退社し、1998年7月28日株式会社コンフィデンスを設立。2012年1月24日社団法人日本セールスソリューションパートナー協会を設立。

## 生い立ち
大学時代までは野球に熱中。大学2年の夏に、会社を経営していた父が死亡し、多額の借金の返済と生活のために、大学を中退して働かざるをえなくなる。父の弔いのために24歳までに独立することを決意。「何の仕事をすればいいのか人に教えてくれる会社」をやりたいと思い、人材派遣業を志す。
父がよく交渉や営業の話をしていたため、独立には営業力が必要と考え、採用支援の会社で営業の仕事を行うなどする。また、派遣会社でCADオペレーターの派遣事業を立ち上げるなどする。
その後、何とか起業して採用支援セミナーの運営などを行うものの、業績悪化により2年で廃業。勉強不足・経験不足を痛感し、資金のやりくりや組織運営の仕方を学ぶため、転職して働きながら、再度の起業を志す。
34歳のとき、営業代行を行う株式会社コンフィデンスを設立。現在の事業を選択した理由として、「自分にしかできない難しいビジネスだと思ったから」と語る。

## 著書
- 是永英治『いつでもベストな提案ができます! 新しい営業の教科書』すばる舎（原著2010-9-21）。ISBN 9784883999507。
- 是永英治『ダメな奴ほどよく売れる 間違いだらけの営業理論』ゴマブックス（原著2006年12月10日）。ISBN 9784777105120。
- 是永英治『営業マンのFA(フリーエージェント)宣言―ビジネスマンがフリーエージェントする時代』イーハトーヴ　フロンティア（原著2001-2）。ISBN 9784900779815。